# Dolné Plachtince
Dolné Plachtince é um município da Eslováquia, situado no distrito de Veľký Krtíš, na região de Banská Bystrica. Tem 9,88 km² de área e sua população em 2018 foi estimada em 625 habitantes.

## Demografia
| Ano:        | 1994 | 2004   | 2014   | 2024   |
| ----------- | ---- | ------ | ------ | ------ |
| Broj ljudi: | 562  | 599    | 633    | 596    |
| Razlika:    |      | +6,58% | +5,67% | -5,84% |

| Ano:               | 2023 | 2024   |
| ------------------ | ---- | ------ |
| Número de pessoas: | 600  | 596    |
| Diferença:         |      | -0,66% |